# Skredvatn
Skredvatn ist der Name eines Sees in den Kommunen Fyresdal und Tokke in der norwegischen Provinz Telemark. Der Hauptzufluss ist der Fluss Åmdalselvi, der Abfluss zum See Vråvatn. Der Skredvatn ist ein Teil des Flusssystems Arendalsvassdraget.